# Transferno strojno prevajanje
Transferno strojno prevajanje je eden izmed klasičnih pristopov k strojnemu prevajanju in v sklopu strojnega prevajanja na osnovi pravil alternativa direktnemu prevajanju (slovarski metodi) in interlingui. 
Transferna metoda strojnega prevajanja temelji na vmesnih predstavitvah (ang. interface representations), v nasprotju s prevajanjem s pomočjo vmesnega jezika, ki poteka v dveh korakih, pa prevajalski proces pri transfernem strojnem prevajanju sestavljajo abstraktna analiza, prenos in abstraktno generiranje:
Na prvi stopnji se izhodiščno besedilo analizira in pretvori v abstraktno predstavitev izhodiščnega jezika (ang. interface structure source language). Na drugi stopnji se te predstavitve s pomočjo jezikovnih pravil, lastnih jezikovnemu paru, pretvorijo v ustrezne abstraktne predstavitve, usmerjene k ciljnemu jeziku (ang. interface structure target language). Končno (ciljno) besedilo se tvori na tretji stopnji.

Pri transferni metodi ni nujno popolnoma razrešiti vseh dvoumij v izhodiščnem besedilu, temveč le dvoumja, lastna jeziku samemu. Pri prevajanju so potrebne tri vrste slovarjev: slovar izhodiščnega jezika, slovar ciljnega jezika in dvojezični slovar. Sistemi za trensferno strojno prevajanje imajo ločene slovnice za analizo izhodiščnega jezika in ciljnega jezika ter za prenos struktur izhodiščnega jezika v ustrezne strukture v ciljnem jeziku.

## Oris delovanja
Transferno strojno prevajanje tako kot interlingua temelji na metodi vmesnega jezika. Za prevod je potrebna vmesna stopnja oziroma vmesna predstavitev, v kateri je zajet pomen izvirnika. Pri interlingui mora biti vmesna predstavitev neodvisna od jezikov, udeleženih v prevajalskem procesu, medtem ko je transferna metoda do neke mere odvisna od jezikovnega para. Pri transferni metodi sistem najprej analizira izvirno besedilo tako na oblikoslovni kot skladenjski ravni, nato ustvari abstraktno predstavitev besedila, ki je še vedno v izvirniku. Vmesna stopnja pred končnim prevodom je še abstraktna predstavitev v ciljnem jeziku.

Načini delovanja sistemov, ki delujejo po transferni metodi, se precej razlikujejo. Vsem pa je skupno, da se uporabljajo skupek jezikovnih pravil, ki opravljajo vlogo posrednikov med strukturo izhodiščnega in ciljnega jezika. Na prvi stopnji se izhodiščno besedilo analizira na oblikoslovni in slovnični (ter včasih pomenski) ravni, da se ustvari notranja predstavitev. Prevod se tvori iz te predstavitve s pomočjo obeh dvojezičnih slovarjev in slovničnih pravil. S to prevajalsko strategijo je mogoče doseči precej visoko kakovost prevodov z okoli 90-odstotno stopnjo pravilnosti (četudi je to v veliki meri odvisno od danega jezikovnega para oziroma od sorodnosti jezikov). Prenos poteka po več korakih, in čeprav se posamezni sistemi razlikujejo po uporabljenih metodah in načinu uporabe teh metod, so skoraj gotovo pri vseh zajeti naslednji koraki: 
- morfološka analiza izvirnika – klasificiranje po besednih vrstah (glagol, samostalnik …) in njihovih kategorijah (spol, število …) ter lematizacija;
- leksikalna kategorizacija – ugotavljanje pravilnega pomena večpomenskih besed s pomočjo konteksta. To se lahko stori z označevanjem besedne vrste ali razdvoumljanjem večpomenskih besed.
- leksikalni prenos – slovarski prevod izvirnih lem ob pomoči leksikalne kategorizacije;
- strukturni prenos – urejanje ujemanja med besedami (npr. v spolu, številu …) in vrstnega reda besed; medtem ko so se prejšnje faze odvijale na besedni ravni, se ta razširi na stavčno raven;
- morfološka analiza prevoda – po strukturnem prenosu se besedilo v ciljnem jeziku oblikuje še na površinski ravni.[2]

## Ravni prenosa
Ena izmed glavnih lastnosti transferne metode strojnega prevajanja je korak v postopku prevajanja, pri katerem se vmesna predstavitev besedila v izhodiščnem jeziku prenese v vmesno predstavitev jezika v ciljnem jeziku. To lahko poteka na eni izmed naslednjih ravni jezikovne analize, lahko pa tudi nekje med njima:
- plitki ali slovnični prenos: gre za prenos slovničnih struktur med izhodiščnim in ciljnim jezikom. Ta vrsta prenosa je primerna za prevajanje med jeziki iste jezikovne družine (na primer slovenščina-srbščina);
- globinski ali pomenski prenos: gre za pomensko predstavitev, ki je vezana na izhodiščni jezik, vsebuje pa lahko vrsto struktur, ki predstavljajo pomen. V teh sistemih za prenos se navadno oblikuje povedek. Prevod prav tako običajno zahteva strukturni prenos. Ta raven je primerna za prevajanje med manj sorodnimi jeziki (na primer slovenščina-angleščina).